# Partito per l'Unità della Repubblica
Il Partito per l'Unità della Repubblica (in francese: Parti pour l'unité de la république - PUR) è un partito politico congolese fondato nel 2002 da Wilfrid Nguesso, nipote del presidente della Repubblica Denis Sassou Nguesso.
Affermatosi come associazione politica (Club 2002), si è trasformato in partito nel 2007.

## Risultati elettorali
| Elezione          | Seggi   |
| ----------------- | ------- |
| Parlamentari 2007 | 2 / 137 |
| Parlamentari 2012 | 1 / 136 |
| Parlamentari 2017 | 1 / 151 |
| Parlamentari 2022 | 2 / 151 |